# FC Barcelona Atlètic
Futbol Club Barcelona Atlètic (Barça Atlètic) is een Spaanse voetbalclub uit Barcelona, Catalonië en het tweede elftal van FC Barcelona. Het team komt uit in de Segunda Federación, het vierde niveau van het Spaanse voetbal.
Het merendeel van de spelers is afkomstig uit de jeugdopleiding (cantera) van FC Barcelona, bekend als La Masia. Thuiswedstrijden worden gespeeld in het Estadi Johan Cruyff, dat plaats biedt aan ruim 6.000 toeschouwers.
Reserveteams in Spanje nemen deel aan het reguliere competitiesysteem, maar mogen nooit in dezelfde divisie als het eerste team uitkomen. Daarnaast zijn ze uitgesloten van deelname aan de Copa del Rey.

## Geschiedenis

### Oprichting en beginjaren (1970–1982)
Op 6 juni 1970 werd Barcelona Atlètic opgericht, na een fusie tussen Club Deportivo Condal en Atlètic Catalunya. Barcelona Atlètic werd het tweede elftal van FC Barcelona en het team kwam tot 1982 uit in de Segunda División B, waarna promotie volgde naar de Segunda División A. In 1990 veranderde de naam van Barcelona Atlètic in Barça B.

### De Mini-Generatie en promoties (1982–1999)
Begin jaren negentig kende Barça B hoogtijdagen met een team dat bekendstond als de Mini-Generatie, vernoemd naar het Mini Estadi, en dat bestond uit spelers als Sergi Barjuán en Jordi Cruijff. Barça B promoveerde in 1991 als kampioen van de Segunda División B naar de Segunda A. In 1992 en 1995 eindigde het elftal op de zesde plaats, de hoogste positie in de geschiedenis van het tweede elftal tot dan toe. Onder leiding van trainer Juande Ramos degradeerde Barça B in 1997 na zes seizoenen in de Segunda A naar de Segunda B. Een jaar later keerde het team terug in de Segunda A. Een selectie met onder anderen Xavi Hernández, Carles Puyol, Gabri García, Albert Luque, Luis García Sanz, Miguel Ángel Lozano en Gbenga Okunowo werd in 1997/98 kampioen van de Segunda B. Via de play-offs werd promotie afgedwongen, onder meer dankzij een 5–0-overwinning op Real Madrid Castilla in het Mini Estadi. De terugkeer op het tweede niveau duurde slechts één seizoen; Barça B eindigde in 1998/99 op de twintigste plaats.

### Neergang en herstart onder Guardiola (2000–2008)
In de zomer van 2006 vertrok een groot deel van de bepalende spelers van Barça B, onder wie Joan Verdú, Arnau Caldentey en Carlos Peña. Hun vertrek werd opgevangen met jonge talenten als de Mexicaan Giovani dos Santos en Marc Crosas. Door gebrek aan ervaring werd enkel van Vila-Joiosa CF gewonnen voor de winterstop. Na de komst van Jeffrey Hoogervorst en Thaer Al-Bawab, beiden afkomstig van Real Madrid Castilla, en de promotie van Bojan Krkić vanuit de Juvenil A, volgde een opleving. Desondanks degradeerde het team aan het einde van het seizoen naar de Tercera División.

### Terugkeer naar de Segunda A (2008–2015)
Met Josep Guardiola als trainer en een vernieuwde selectie werd Barça B in 2008 kampioen van Tercera División Grupo 5. In de play-offs werden Castillo CF en UD Barbastro verslagen, wat promotie naar de Segunda División B betekende. Aansluitend werd het team hernoemd naar Barça Atlètic.
In 2008/09 eindigde Barça Atlètic als vijfde in de Segunda B, net buiten de promotieplaatsen. In 2009/10 volgde alsnog promotie naar de Segunda A, na een tweede plaats en succesvolle play-offs tegen Polideportivo Ejido, Real Jaén en UE Sant Andreu. Hierna werd de naam opnieuw gewijzigd naar FC Barcelona B. Onder leiding van Luis Enrique werd het team in 2011 derde in de Segunda A, de hoogste eindklassering ooit. In 2012 werd Barça B achtste, en in 2014 opnieuw derde. In 2015 degradeerde het team na een laatste plaats terug naar de Segunda B. In 2017 werd de ploeg onder Gerard López groepswinnaar in de Segunda B en promoveerde opnieuw naar de Segunda A. Dit verblijf was van korte duur: in 2018 volgde degradatie.

### Wisselvallige jaren (2015–2022)
In 2018/19 eindigde Barça B in de middenmoot (achtste). In 2019/20 werd het team tweede en plaatste zich voor de play-offs. Door de coronapandemie werden deze in één wedstrijd op neutraal terrein in Marbella gespeeld. Real Valladolid Promesas werd met 3–2 verslagen, CD Badajoz na strafschoppen (1–1 na verlenging, 5–3 na strafschoppen), maar in de finale werd verloren van CE Sabadell (1–2), waardoor promotie uitbleef. In 2020/21 eindigde het team als tweede en kwalificeerde zich voor de nieuwe Primera División RFEF, de hernieuwde derde divisie. 

### Nieuwe structuur en sportieve tegenslagen (2022–2025)
In juni 2022 werd de naam Barça Atlètic opnieuw ingevoerd tijdens het tweede termijn van voorzitter Joan Laporta, die dit eerder ook al deed in 2008.
Onder leiding van Rafael Márquez, die in 2022 werd aangesteld als hoofdtrainer, behaalde Barça Atlètic in 2022/23 de vierde plaats in zijn groep en haalde de halve finale van de promotie-play-offs, waarin Real Madrid Castilla te sterk bleek. In 2023/24 eindigde Barça Atlètic als derde en bereikte het zelfs de finale van de play-offs, maar verloor daarin nipt van Córdoba CF (1–1 thuis, 1–2 uit), waardoor promotie opnieuw werd misgelopen.
Het seizoen 2024/25 verliep teleurstellend. Na het vertrek van Márquez kende Barça Atlètic een moeizaam jaar en eindigde het als zestiende in de Primera Federación, wat degradatie naar de Segunda Federación betekende. Kort na het seizoen werd voormalig Barça-speler Juliano Belletti aangesteld als hoofdtrainer, met de opdracht om het team terug naar boven te leiden.

## Staf 2025/26
| Nat.              | Naam              | Functie                 | Geb. datum      | Bij Barcelona   |
| Technische staf   | Technische staf   | Technische staf         | Technische staf | Technische staf |
| ----------------- | ----------------- | ----------------------- | --------------- | --------------- |
| Vlag van Brazilië | Juliano Belletti  | Hoofdtrainer            |                 | 2025            |
| Vlag van Spanje   | Toni Clavero      | Assistent-trainer       |                 |                 |
| Vlag van Spanje   | Gerard Sarrà      | Assistent-trainer       |                 |                 |
| Vlag van Spanje   | Unai Alba         | Keeperstrainer          |                 |                 |
| Vlag van Spanje   | Miguel Villagrasa | Fysiektrainer           |                 |                 |
| Vlag van Spanje   | Norbert Callau    | Fitness & krachttrainer |                 |                 |
| Vlag van Spanje   | Joan Vicente      | Analist                 |                 |                 |

Laatste update: 13 juli 2025.

## Erelijst
- Segunda División B

1981/1982, 1990/1991, 1997/1998, 2001/2002, 2016/2017
- Tercera División

1973/1974, 2007/2008

## Bekende spelers
Veel spelers die later in het eerste elftal van FC Barcelona speelden en afkomstig waren uit de jeugdopleiding van de club, hebben ook gespeeld voor Barça Atlètic. Voorbeelden hiervan zijn: 
- Lionel Messi
- Josep Guardiola
- Xavi Hernández
- Jordi Alba
- Sergio Busquets
- Gerard Piqué
- Carles Puyol
- Andrés Iniesta
- Guillermo Amor
- Victor Vazquez
- Gavi
- Lamine Yamal

## Bekende trainers
- Quique Costas
- Pere Gratacós
- Josep Guardiola
- Ronald Koeman
- Gerard López
- Luis Enrique
- José Mourinho
- Juande Ramos
- Eusebio Sacristán
- Albert Capellas
- Juliano Belletti